# Новоглухівська волость
Новоглухівська волость — адміністративно-територіальна одиниця Куп'янського повіту Харківської губернії з центром у слободі Новоглухів.
Станом на 1885 рік складалася з 9 поселень, 4 сільських громад. Населення — 10277 осіб (5089 чоловічої статі та 5188 — жіночої), 1973 дворове господарство.
|                     | Площа, десятин | У тому числі орної, дес. |
| ------------------- | -------------- | ------------------------ |
| Сільських громад    | 23252          | 17474                    |
| Приватної власності | 468            | 250                      |
| Казенної власності  | 9798           | 587                      |
| Іншої власності     | 170            | 170                      |
| Загалом             | 33688          | 18481                    |

Основні поселення волості:
- Новоглухів (Кремінна) — колишня державна слобода при річці Красна за 105 верст від повітового міста, 4213 осіб, 989 дворів, 2 православні церкви, школа, 10 лавок, 4 ярмарки на рік: середопісний, троїцький, 23 вересня та 8 листопада.
- Новокраснянка — колишня державна слобода при річці Мечетна, 3410 осіб, 604 двори, православна церква, школа, 8 лавок, 4 ярмарки на рік: Вербної неділі, преполовінний, троїцький, 1 серпня та 26 жовтня.
- Попівка — колишня державна слобода при річці Красна, 1876 особи, 282 дворів, православна церква, школа, 2 ярмарки на рік: у Неділю усіх святих і 8 вересня.